# Diecéze vacovská
Vacovská, či vácká diecéze (latinsky Dioecesis Vaciensis, maďarsky Váci egyházmegye) je římskokatolická diecéze v Maďarsku se sídlem ve Vacově. Od roku 1993 je coby sufragánní v podřízeném postavení vůči jágerské (egerské) arcidiecézi.
Emeritním diecézním biskupem je Miklós Beer, v diecézi působí 174 kněží, 40 řádových kněží, 48 řeholníků, 41 řádových sester, 37 jáhnů. Hlavním chrámem je katedrála Nanebevzetí Panny Marie a archanděla Michaela. Sídlo diecéze je na adrese Migazzi Kristóf tér 1, Pf. 167 ve Vacově (Vác).

## Historie

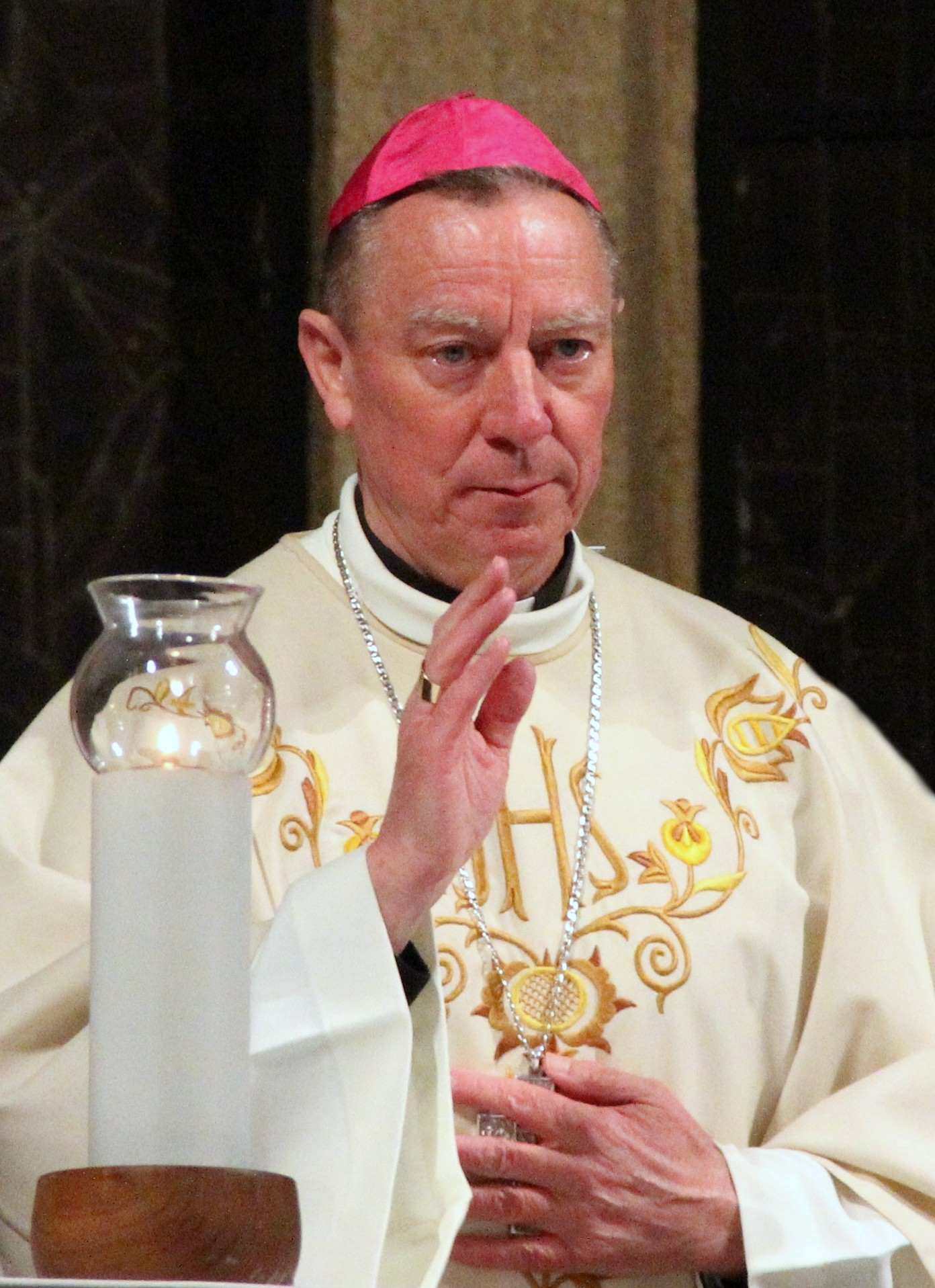
Biskup Miklos Beer

Vacovská diecéze byla zřízena roku 1004 a byla jednou z prvních deseti diecézí založených v 11. století uherským králem Štěpánem I. Prvním biskupem byl roku 1008 jmenován svatý Bystrík.

## Katedrála
Dnešní vacovská katedrála je již pátým biskupským chrámem od založení diecéze v 11. století. Po roce 1762 nechal katerdálu biskup Kryštof Antonín z Migazzi přestavět ve francouzském klasicistně-barokním slohu.
Oltářní obraz znázorňuje událost setkání Panny Marie s příbuznou svatou Alžbětou, matkou Jana Křtitele (Navštívení Panny Marie). Kupole v oltářním prostoru zobrazuje Nejsvětější Trojici. Autorem obou maleb je Franz Anton Maulbertsch (1724–1796). V kryptě katedrály se nacházejí hrobky biskupů a kapitulářů.